# جوردي بريلو
جوردي بريلو (بالإسبانية: Jordi Burillo)‏ مواليد 7 ديسمبر 1972 في برشلونة، هو لاعب كرة مضرب إسباني سابق بدأ مسيرته كمحترف سنة 1991 وكان يلعب باليد اليمنى. أعلى تصنيف له في الفردي كان المركز الـ 43 في سنة 1996. أعلى تصنيف له في الزوجي كان المركز الـ 100 في سنة 1998.

## روابط خارجية
- جوردي بريلو على موقع رابطة محترفي التنس (الإنجليزية)
- جوردي بريلو على موقع الاتحاد الدولي لكرة المضرب (الإنجليزية)
- جوردي بريلو على موقع كأس ديفيز (الإنجليزية)
- جوردي بريلو على موقع خلاصة التنس.كوم (الإنجليزية)